# Cámara de Comercio de Estados Unidos
La Cámara de Comercio de Estados Unidos (USCC por sus siglas en inglés) es un grupo de presión norteamericano que representa los intereses de numerosos negocios y asociaciones profesionales. No es una agencia del gobierno de Estados Unidos.
La Cámara posee un plantel de especialistas en políticas, lobistas y abogados, la Cámara es por lo general considerada una organización  conservadora. Por lo general apoya a los candidatos políticos republicanos, aunque ocasionalmente ha dado su apoyo a demócratas conservadores. La Cámara es uno de los grupos de presión más grandes de Estados Unidos, con un presupuesto anual que supera al resto de grupos; en el año 2012 su presupuesto fue de 136 millones de dólares.

## Historia
Según expresa la Cámara de Comercio de Estados Unidos la misma se creó el 22 de abril de 1912, durante una reunión de delegados. La Cámara fue creada por el Presidente Taft para servir de contrapeso al movimiento laborista en su época.
Por lo general la Cámara intenta mantener relaciones amigables tanto con el partido Republicano como con el Demócrata. Por ejemplo, la Cámara apoyó tanto los recortes de impuestos de Ronald Reagan como los esfuerzos de Bill Clinton relacionados con el NAFTA.  En 1993, la Cámara perdió a varios de sus miembros al apoyar las iniciativas de Clinton para reformar el sistema de salud. En aquella instancia la Cámara había decidido apoyar la reforma al sistema de salud a causa de los costos cada vez mayores de salud que debían afrontar sus miembros.  Sin embargo, los Republicanos contra atacaron convocando a boicotear la organización. La Cámara operó su propio canal de televisión por cable, Biz-Net hasta 1997 para promocionar sus políticas y puntos de vista. La Cámara viró algo sus posturas hacia la derecha cuando Tom Donohue se hizo cargo de la presidencia de la organización en 1997. Cuando la reforma del sistema de salud nuevamente ganó la atención del público en 2010-2012, la organización se opuso a dichas iniciativas.
Al cabo de 100 años desde su creación, la Cámara sostiene que posee más de 300,000 negocios que son socios directos, y unos 3 millones a través de sus diversos afiliados tales como las cámaras de los estados y las ciudades. Entre los miembros y firmas que aportan fondos a la Cámara se encuentran Goldman Sachs, Chevron, Texaco, y Aegon.
La Cámara de Estados Unidos es diferente de otras cámaras de comercio a nivel local o de los estados ubicadas en muchas ciudades, pueblos y estados de Estados Unidos.  La Cámara de Estados Unidos se concentra en temas nacionales a nivel del gobierno federal.  Las Cámaras de comercio locales y de los estados son organizaciones fundadas y operadas de manera independiente. Las Cámaras locales por su parte se concentran en temas y problemáticas locales, y las Cámaras a nivel de los estados en temas específicos de los Estados.

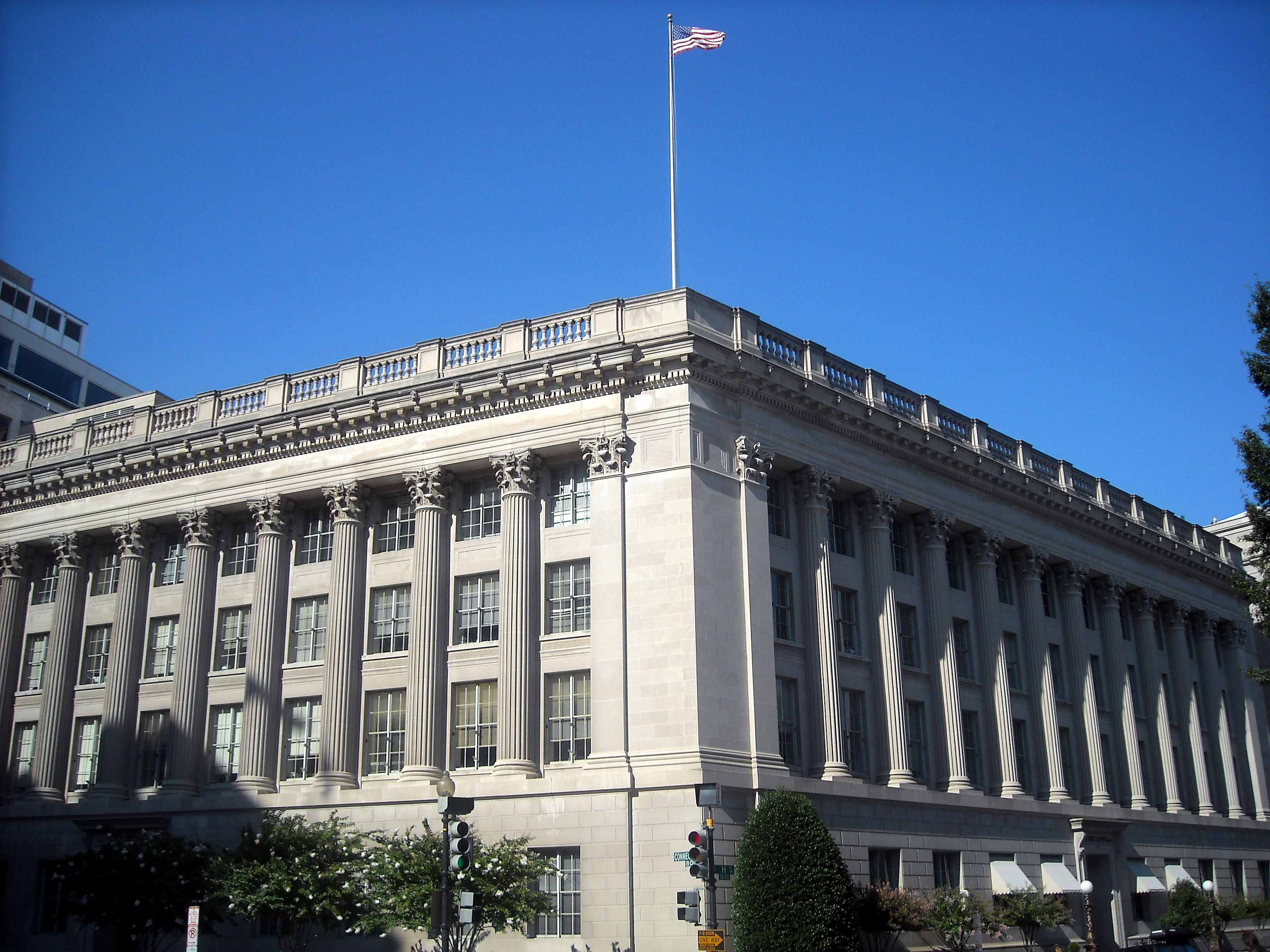
Edificio de la Cámara de Comercio de Estados Unidos, ubicado en el No 1615 H Street, NW, en Washington D. C.

 La sede central de la Cámara de Comercio de Estados Unidos en Washington D. C., se encuentra ubicada en terrenos que antiguamente ocupaba la casa de Daniel Webster.
A fines del 2011 se supo que entre noviembre del 2009 a mayo del 2010 el sistema de computadoras de la Cámara fue violentado por hackers chinos.  El propósito de la irrupción parecería fue obtener información sobre las actividades de lobby de la Cámara relacionadas con la política comercial con Asia.
Desde que en 1971 el juez Lewis Powell redactó un memorándum reservado promoviendo que la Cámara tuviera un rol más activo en casos ante la Corte Suprema de Estados Unidos, la Cámara ha ido aumentando su índice de éxito en las litigaciones.  En las cortes Burger y Rehnquist en un 43% y 56% de los casos la Cámara estuvo en el lado victorioso respectivamente, de manera notable en la corte Roberts, el índice de éxito de la Cámara se elevó al 68% hacia junio del 2012.